# Stazione di Komazawa-Daigaku
La stazione di Komazawa-Daigaku (駒沢大学駅?, Komazawa-Daigaku-eki) è una stazione ferroviaria di Tokyo che si trova a Setagaya e serve la linea Tōkyū Den-en-toshi

## Linee
Tōkyū Corporation
● Linea Tōkyū Den-en-toshi

## Struttura
La stazione possiede una banchina a isola centrale con due binari passanti in tunnel profondo.
| 1 | ● Linea Tōkyū Den-en-toshi | per Futako-Tamagawa, Nagatsuta e Chūō-Rinkan                                   |
| 2 | ● Linea Tōkyū Den-en-toshi | per Shibuya e, via linea Hanzōmon, Oshiage e, via linea Tōbu Isesaki, Kasukabe |

## Stazioni adiacenti
| «                                 | Servizio                 | »                        |
| Linea Tōkyū Den-en-toshi          | Linea Tōkyū Den-en-toshi | Linea Tōkyū Den-en-toshi |
| --------------------------------- | ------------------------ | ------------------------ |
| Sangen-Jaya                       | Locale Semirapido        | Sakura-Shimmachi         |
| Tutti gli altri treni non fermano |                          |                          |